# Hedd Wyn
Pour le film, voir Hedd Wyn (film).
Ellis Humphrey Evans né le 13 janvier 1887 et mort le 31 juillet 1917, plus connu sous le nom de Hedd Wyn (« Paix blanche »), est un fermier du Merionethshire et poète de guerre gallois. Il est tué au combat le premier jour de la bataille de Passchendaele durant la Première Guerre mondiale. Il est enterré au cimetière militaire de Boezinge comme le poète irlandais Francis Ledwidge tué le même jour au cours de la même bataille.